# Chrysler 180
De Chrysler 180 was de basisaanduiding van een serie hogere middenklasse auto's die werden geproduceerd door Chrysler Europe.

## Geschiedenis
In 1966 begon de Britse Rootes Group met de ontwikkeling van een C-car, een ruime sedan met een nieuwe zescilinder die als Hillman, Sunbeam en Humber op de markt moest komen. Tegelijkertijd werkte Simca in Frankrijk aan Projet 929; een nieuw model boven de 1501 dat om fiscale redenen geen zescilinder kreeg. In 1969 kreeg het Chrysler-hoofdkantoor door dat er in twee verschillende divisies van Chrysler Europe twee vergelijkbare auto's werden ontwikkeld die elkaar zouden beconcurreren. Daarop werd het Simca-project gestopt en de ontwikkeling van de C-car voortgezet, wel werd het ontwerp versimpeld en de zescilinder geschrapt.
Als resultaat van de gezamenlijke ontwikkelingsinspanningen van de Rootes Group en Simca werd het model geproduceerd vanaf 1970 tot 1975 in Poissy, Frankrijk en later in de Barreiros-fabriek, een dochteronderneming van Chrysler in Spanje. De Chrysler 180 was ook de basis voor het middelgrote model gebouwd door Chrysler Australia, de Chrysler Centura. De Centura werd wél geleverd met een lokaal geproduceerde zescilinder.
Afhankelijk van de gebruikte motor werden de auto's op de markt gebracht als Chrysler 160/180/2 litre en sinds 1977 in Frankrijk en de rest van continentaal Europa als Chrysler-Simca 1609/1610/2 litres. Na de overname van Chrysler Europe door PSA Peugeot Citroën werden de modellen voor continentaal Europa omgedoopt tot Talbot 1610/2 litres voor de modeljaren 1979 en 1980, waarna het model in Europa werd stopgezet met uitzondering van Spanje, waar tot 1982 een uitvoering met dieselmotor werd verkocht. De auto was daar als taxi zeer populair en zelfs een stationwagenversie genaamd Estate stond in Spanje op het programma.
Gedurende de looptijd van het model werd de Chrysler technisch en optisch nauwelijks aangepast, uiterlijk deelde het model veel kenmerken met de kleinere Avenger. De grote Chrysler deed het vrij slecht op de belangrijkste Europese markten. Het was geen slechte auto maar het model blonk nergens in uit en de merknaam werd geassocieerd met Amerikaanse sleeën. De concurrentie bood meer waar voor het geld en naar wens ook zescilinders. In Frankrijk kwam door de slechte verkoopcijfers zelfs de oude Simca 1501 weer op de markt.
De vervanger voor de auto werd ontwikkeld door Chrysler Europe onder de codenaam C9 en werd uiteindelijk gelanceerd door PSA als de nog meer noodlottige Talbot Tagora.

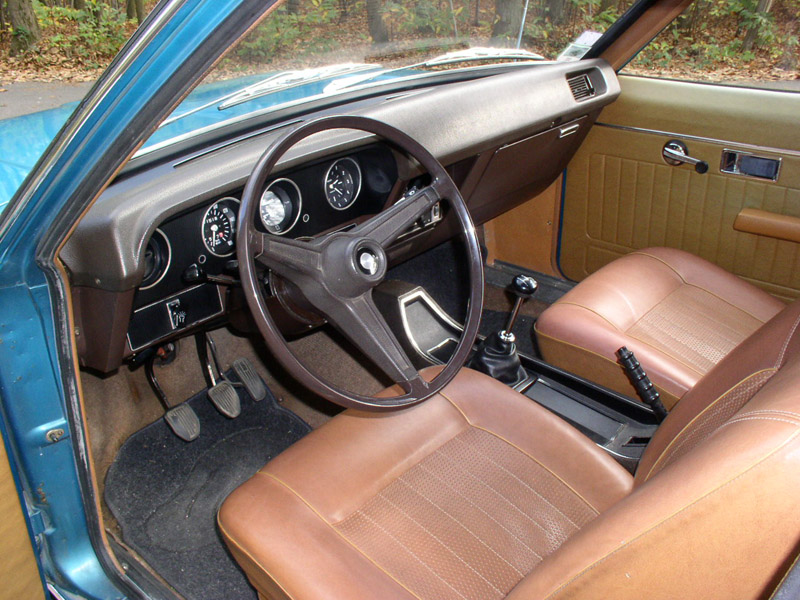
Interieur Chrysler 160 met handgeschakelde versnellingsbak
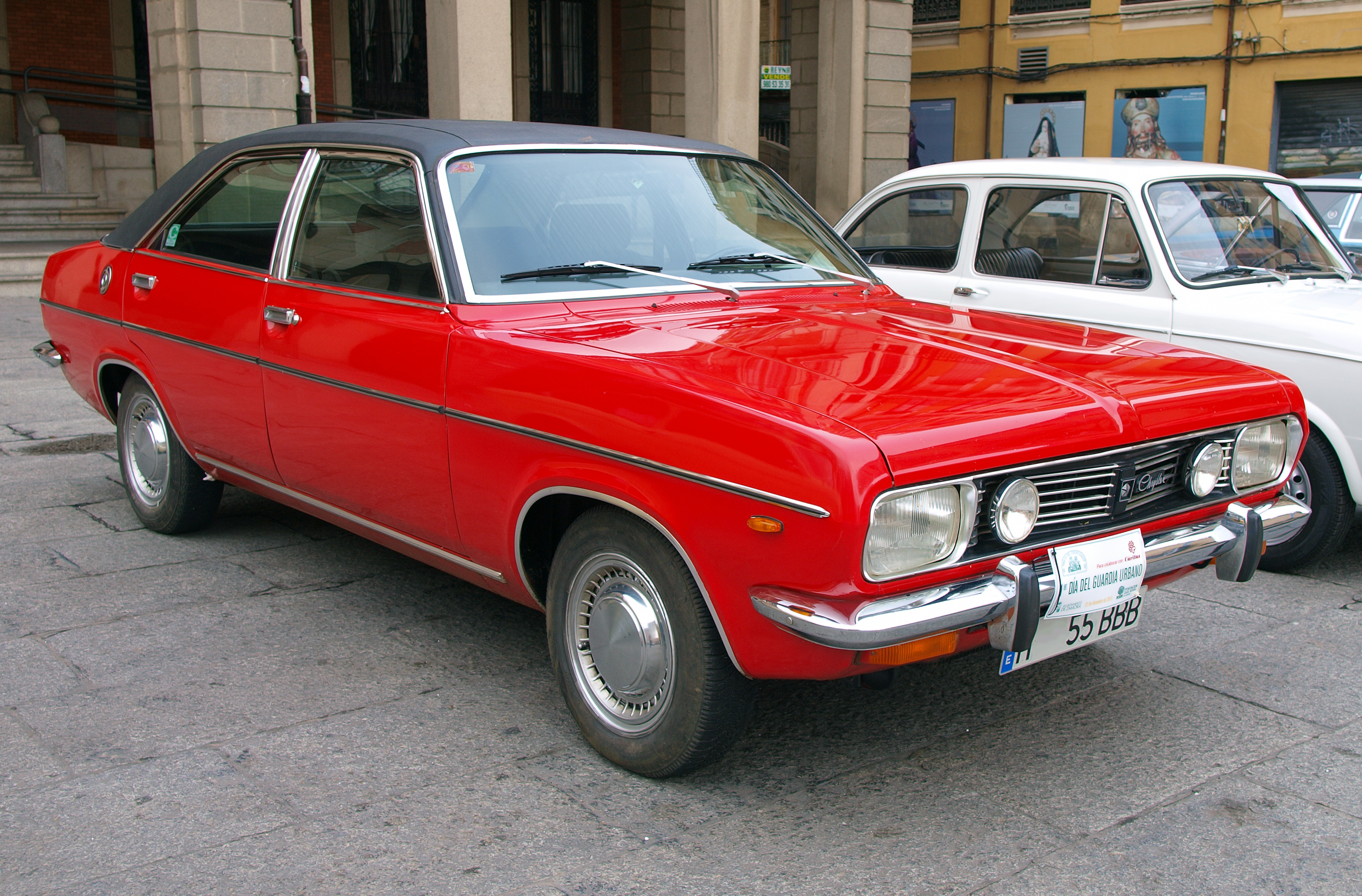
Chrysler 180 (Barreiros)
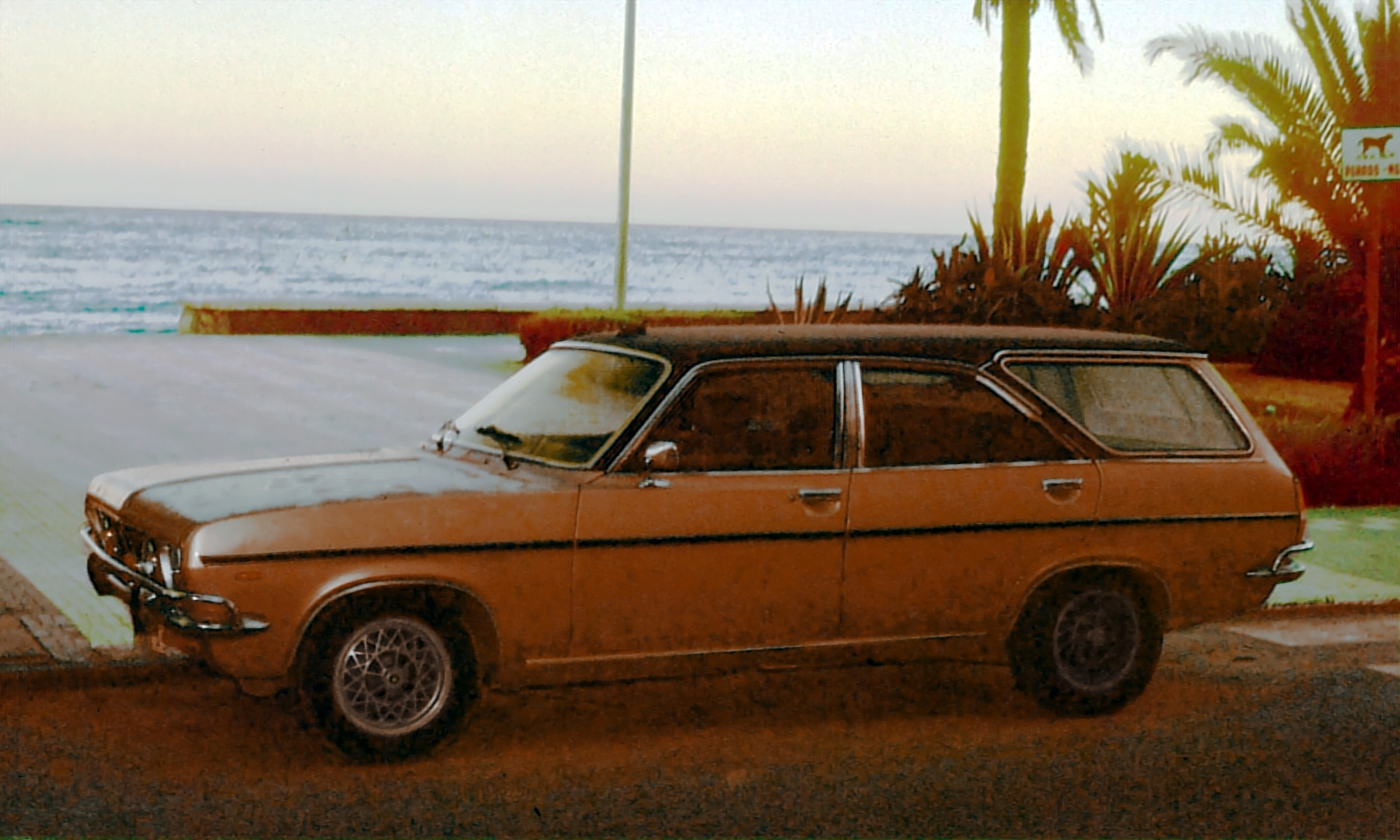
Spaanse Chrysler 180 Estate
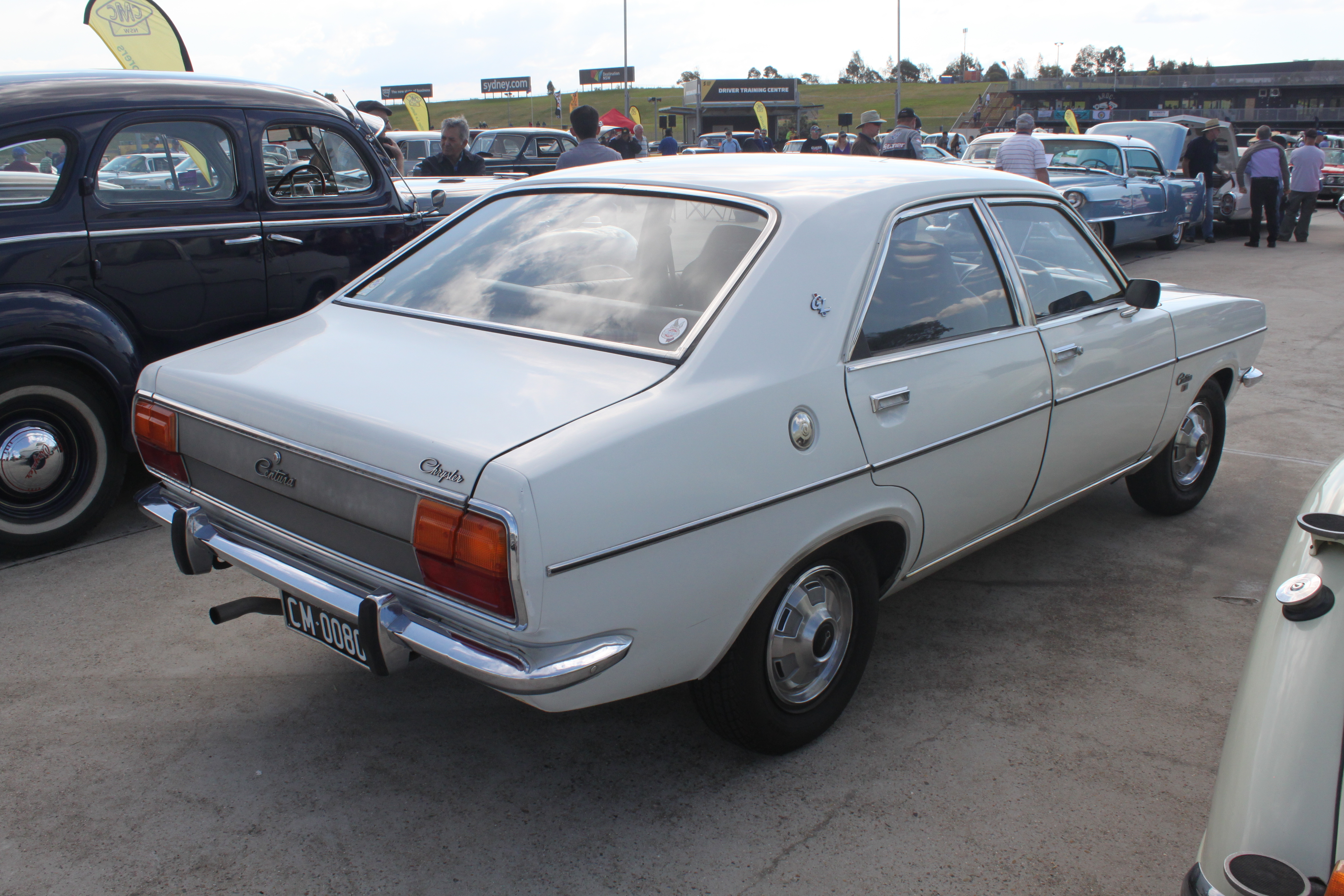
Chrysler Centura (1976)

Huidige modellen:
Pacifica ·
Voyager / Town & Country
Recente modellen:
200 ·
300 ·
300M ·
Aspen ·
Cirrus ·
Concorde ·
Crossfire ·
Daytona ·
Dynasty ·
Imperial ·
Intrepid ·
LeBaron ·
LHS ·
Neon ·
New Yorker ·
Pacifica ·
Prowler ·
PT Cruiser ·
Saratoga ·
Sebring ·
Stratus ·
TC by Maserati ·
Vision
Historische modellen na de Tweede Wereldoorlog:
180 ·
300 ·
Avenger ·
Conquest ·
Cordoba ·
Fifth Avenue ·
Horizon ·
Laser ·
Newport ·
Royal ·
Sigma ·
Sunbeam ·
Turbine Car ·
Valiant ·
Windsor
Historische modellen voor de Tweede Wereldoorlog:
70 ·
72 ·
77 ·
Airflow ·
Airstream ·
Four ·
Six